# Hostinec Vinárna v Kuklenách
Hostinec Vinárna (Pražská třída čp. 80) – dům v Kuklenách, který sloužil jako hostinec a později byl využíván k bydlení.

## Stavební popis
Přízemní dům se sedlovou střechou, dřevěnými vstupními dveřmi ve středu uliční části objektu a 3 páry oken (čtvrtý pár byl nahrazen dřevěnými garážovými vraty). Fasáda je dosud původní, takže je na objektu ještě dnes k přečtení nápis: „HOSTINEC VINÁRNA B. KUDRNY“.

## Historie
V roce 1777 koupil Josef Komárek 1 korec role od Anny Stuckheilové na stavbu domku, jež podle starého číslování neslo čp. 72. Roku 1804 Josef Komárek a potom manželka Anna zemřeli bez kšaftu. Dům se zahradou podědil syn Jan a 2 sestry. V roce 1844 zdědila stavení čp. 80 s polnostmi Marie Komárková, vdova po Janu Komárkovi.

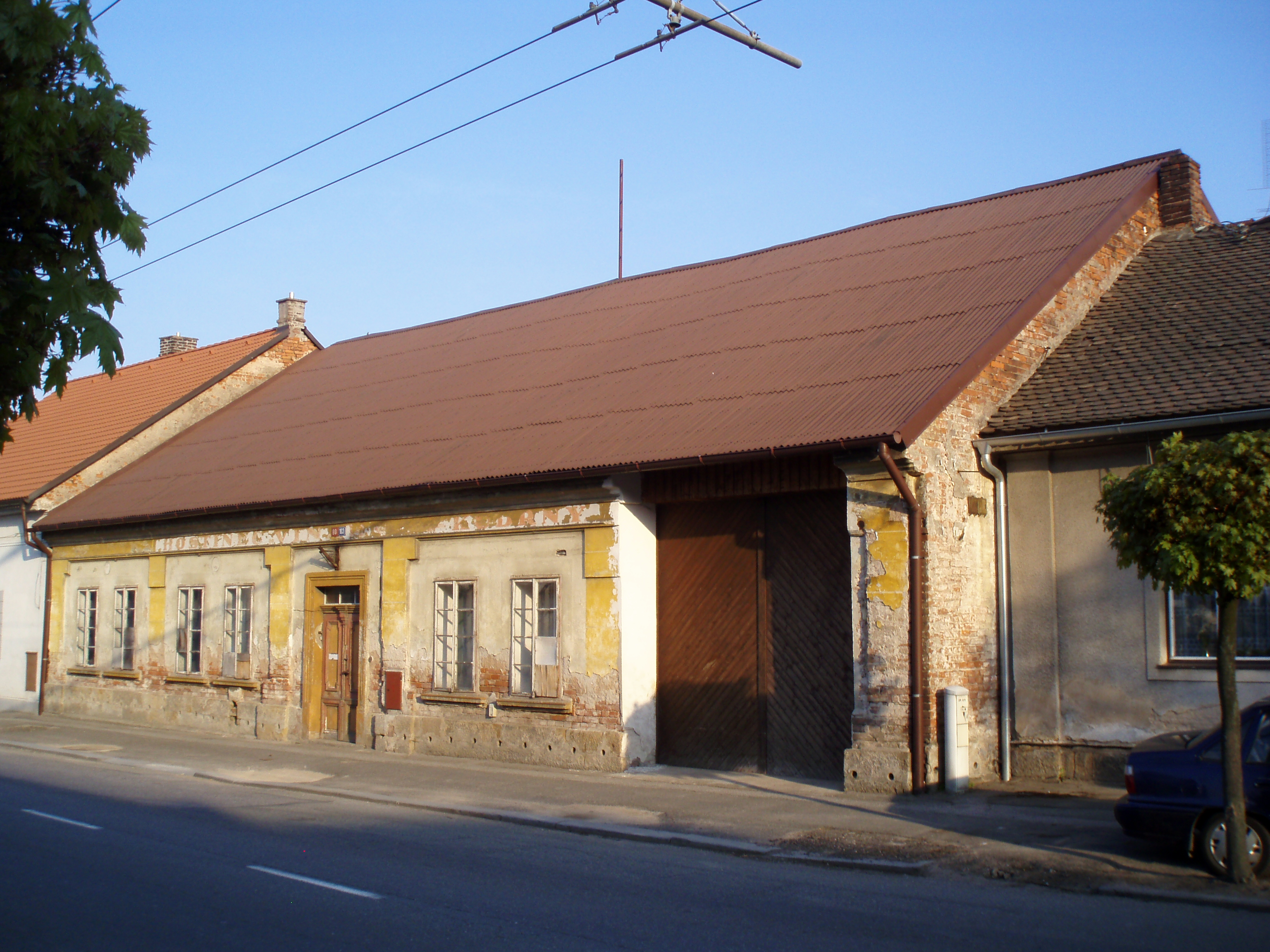
Dnešní vzhled domu čp. 80

Roku 1845 byl majitelem domu František Kornout, o 10 let později Anna Kornoutová a mnohem později Bohumil Kudrna, jenž v čp. 80 zřídil Vinárnu s kulečníkem i kuželníkem. První zmínky o Bohumilu Kudrnovi a jeho Vinárně se objevují v tisku v roce 1912. Hostinec Vinárna byl před 1. světovou válkou hojně navštěvován místními sociálními demokraty a členy jim blízkých organizací, např. Dělnického klubu cyklistů v Kuklenách, který zde měl svoji klubovou místnost a pořádal zde pravidelné členské schůze a jednou do roka též valné hromady (21. června 1914). Vedle nich zde pořádala své schůze i filiálka zemského svazu živnostníků (15. února 1914) a místní DTJ.
Vzhled domu procházel různými změnami. V roce 1865 František Kornout opravoval dřevěný chlév a kůlnu, jež pokryl šindelem. Roku 1883 žádal V. Novák o povolení stavby nového domu na spáleništi čp. 80. V roce 1894 je objekt znám jako Fialův hostinec a vinárna. 12. června 1896 žádá Krystina Hanzlíková z čp. 80 o povolení ke stavbě nového domku. Ve 30. letech 20. století je hostinec zván jako hostinec na Vinárně. Tentýž název se řídce objevuje i o 20 let předtím. V roce 1934 žádal Bedřich Kudrna úlevu na ročním nájemném, protože se mu zdálo nad jeho finanční možnosti. V objektu však podnikal ještě v letech 1947-1948, takže se dožil znárodnění hostince, který byl již od německé okupace označován jako U Kudrnů.